# 무비 사건
무비 사건(無比事件)은 고려 충렬왕 때인 1297년, 세자 원(謜)이 궁녀 시무비(柴無比)와 그 일당을 처벌한 사건이다. 이 사건 이후 충렬왕은 스스로 왕위에서 물러났고, 세자 원이 뒤를 이어 충선왕으로 즉위하였다.

## 경과
궁인(宮人) 무비는 태산군(泰山郡, 지금의 전라북도 정읍시) 사람인 시씨(柴氏)의 딸로, 간택되어 입궁한 뒤 충렬왕이 도라산에 행차할 때 그녀를 반드시 데리고 다녔다고 한다. 충렬왕의 총애가 커지면서 무비의 주변에 붙은 사람들은 도처에서 포악한 행위를 일삼았다. 
이에 불만을 품은 세자 원은 제국대장공주가 사망하자 충렬왕 23년(1297년) 음력 6월 상을 치르기 위해 원나라에서 고려로 귀국하여, 제국대장공주의 병사가 후궁의 투기 때문이라며 이를 조사할 것을 건의하였다. 충렬왕은 상중이기 때문에 기다릴 것을 명하였으나, 세자 원은 측근에게 명하여 무비와 그 일당인 환관 최세연, 도성기, 전숙, 방종저, 중랑장 김근(金瑾), 궁인 백야진 등을 체포하여, 무비가 무당을 시켜 제국대장공주를 저주한 일을 문초하였다. 결국 저주에 가담한 무녀와 승려가 자백을 하면서 사건의 진상이 드러났다. 같은 해 음력 7월, 무비와 최세연, 도성기, 전숙, 방종저, 김근, 백야진은 참수되었고 일당 40명이 유배되었다.

## 사건 이후
세자 원은 무비를 죽인 뒤 충렬왕의 노여움을 달래기 위해 진사 최문(崔文)에게 시집갔다가 과부가 된 김양감의 딸(훗날의 숙창원비)을 왕에게 바쳤다. 음력 10월, 세자는 원나라로 돌아갔는데, 충렬왕은 결국 왕위를 세자에게 물려주도록 허락할 것을 원나라에 요청하였다. 마침내 세자는 이듬해 정월에 귀국하여 즉위하였는데 그가 바로 충선왕이다.